# تپه قلعه جمال‌آباد
تپه قلعه جمال آباد مربوط به هزاره ۴ و ۳ قبل از میلاد - دوره اشکانیان - دوره ساسانیان - سده‌های میانه دوران‌های تاریخی پس از اسلام است و در شهرستان مراغه، بخش سراجو، دهستان سراجوی شرقی، چسبیده به روستای جمال آباد واقع شده و این اثر در تاریخ ۱۸ اسفند ۱۳۸۷ با شمارهٔ ثبت ۲۵۲۲۵ به‌عنوان یکی از آثار ملی ایران به ثبت رسیده است.